# Nightlife (Karl Wolf-album)
A Nightlife című album Karl Wolf, a libanoni-kanadai énekes harmadik szólóalbuma. 2009-ben jelent meg, az első kislemez-dala a Yalla Habibi, amelyet Kaz Money rapper, és Rime, az arab énekesnő közreműködésével készített el.
A Hurting című felvételhez jelenleg készül a videóklip, amit Karl Januárban tervez bemutatni a nagyközönségnek.

## Az album dalai
1. Yalla Habibi (Feat. Rime and Kaz Money) (by I-Notchz)
2. Maniac Maniac (Feat. Culture Man)
3. 80's Baby (by Billboard)
4. You Forgot About Me (Feat. Imposs) (by Billboard)
5. Numb (by I-Notchz)
6. Nightlife (by Capo Decina)
7. Hurting (Feat. Sway) (by Danny Neville & Q of Underground Procedures)
8. Love
9. No Way Nobody (Feat. Loon) (Danny Neville & Q of Underground Procedures)
10. Gone With The Wind
11. I'll Wait
12. Best Friend
13. Jealous
14. My Ethnicity
15. Africa (Bonus Track)
16. Carrera (2009) (Bonus Track)
17. Yalla Habibi (Allez Cheri) (Bonus Track) (by I-Notchz)